# Titan IIIA
«Титан-3A» — американская ракета-носитель среднего класса, семейства Титан.